# Peter Simon Altmann
Peter Simon Altmann (* 29. März 1968 in Salzburg) ist ein österreichischer Schriftsteller.

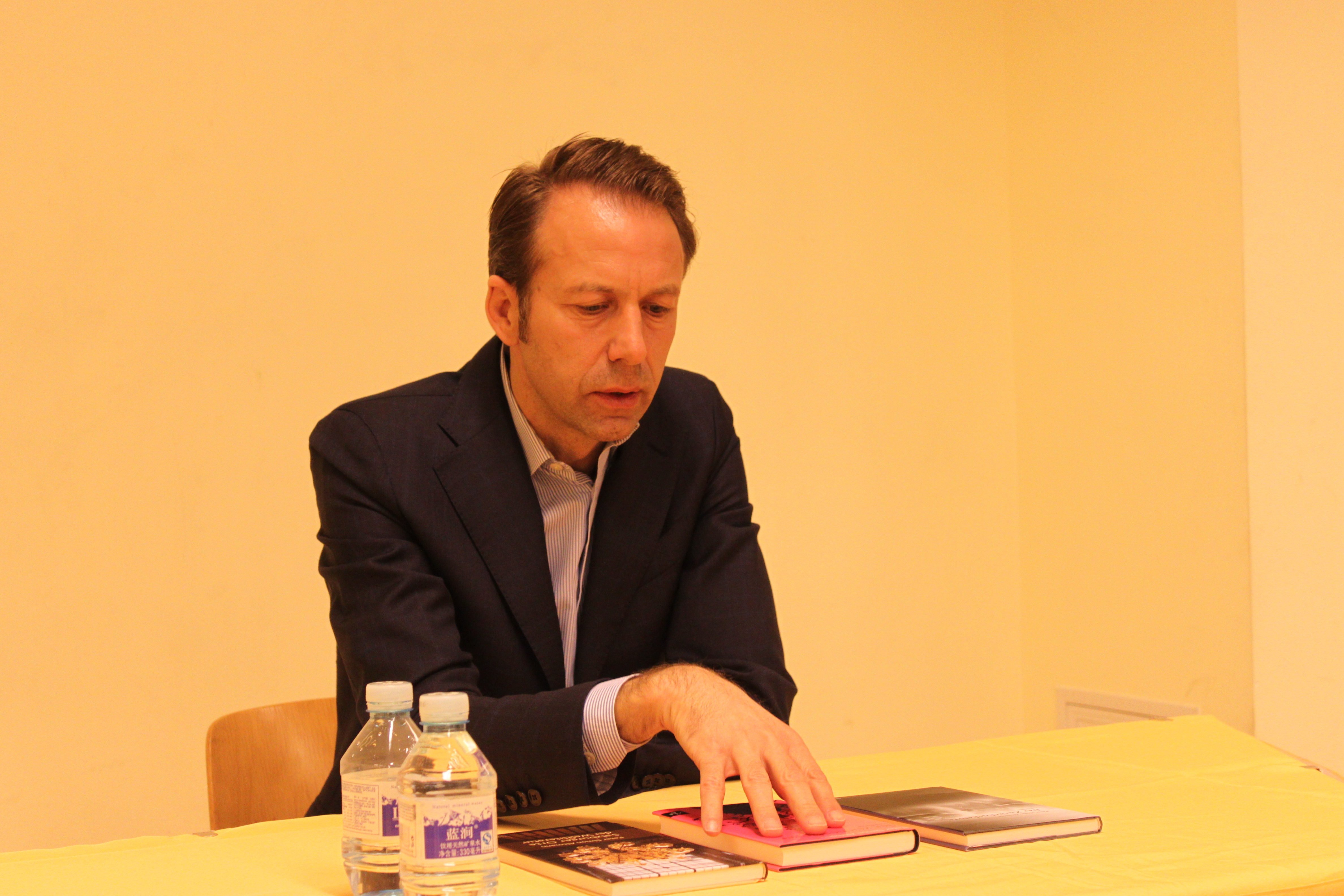
Peter Simon Altmann 2017

## Leben
Peter Simon Altmann studierte am Päpstlichen Institut der Universität Salzburg Theologie und Philosophie und schloss sein Studium am 21. Juni 1995 cum laude mit einer Arbeit über Nihilismus im Spätwerk Friedrich Nietzsches ab. Nach einem mehrmonatigen Aufenthalt in Mailand übersiedelte er im Herbst 1997 nach Wien und wirkte dort an verschiedenen Theaterproduktionen als Schauspieler und Hospitant mit, u. a. als Hospitant an der Wiener Staatsoper und an der Wiener Volksoper und bei den Wiener Festwochen für den Regisseur Peter Stein in der Produktion von Die Ähnlichen von Botho Strauß. Seit 1999 widmet sich Altmann ausschließlich dem Schreiben und publizierte 2004 sein erstes Buch.
Im Jänner 2006 kehrte Peter Simon Altmann nach Salzburg zurück, bereist aber seitdem jedes Jahr für mehrere Monate Ostasien. Mehr als die Hälfte seines bisherigen Werkes ist durch seine Aufenthalte in Japan, Korea und China geprägt. Altmann hat im Fernen Osten in Zusammenarbeit mit den Österreichischen Botschaften in Tokyo, Seoul, Peking und Bangkok auch seine Bücher an den Germanistikabteilungen der dortigen Universitäten beziehungsweise an den Österreichischen Kulturforen vorgestellt.
Anfang 2017 verbrachte Altmann auf Einladung der Schweizer Firma Swatch drei Monate im Swatch Art Peace Hotel in Shanghai. In der Jury, die damals die Auswahl traf, saßen u. a. François Pinault und der amerikanische Schauspieler George Clooney.
Von 19. bis 21. Jänner 2018 wurde Peter Simon Altmann anlässlich der olympischen Winterspiele in Pyeongchang in Südkorea zusammen mit 19 anderen Autoren aus aller Welt zum Pyeongchang Humanities Forum eingeladen. Und im April 2019 war er für ein Monat an der Lu Xun Academy in Peking writer in residence sowie 2024 auf Einladung der Chinese Writers‘ Association erneut für zwei Monate in Shanghai. 
2017 und 2019 kandidierte Altmann bei den Nationalratswahlen in Österreich auf der Bundesliste von Sebastian Kurz, der sogenannten Expertenliste, ohne jedoch eine Karriere als Politiker angestrebt zu haben.

## Einordnung
Peter Simon Altmanns bisheriges Werk lässt sich als literarisches Gesamtprojekt deuten. Seine Geschichten sind zwischen Europa und Ostasien angesiedelt, seine Figuren stehen oft zwischen den Kulturen, sind rastlos und fühlen sich nirgends aufgehoben, was vor allem in seiner Asien Trilogie Der Zeichenfänger, Der Zurückgekehrte und Der zweite Blick ersichtlich ist. Neben der Beschäftigung mit der Kunst und Kultur Ostasiens zieht sich die Sinnfrage wie ein roter Faden durch sein Werk, wie eine Rezensentin meint. Auch geht es in allen seinen Büchern um die Beziehung zwischen Mann und Frau. Die Kritik bescheinigt Altmann einen erstklassigen Stil und sieht ihn in der erkenntnistheoretischen Tradition Hugo von Hofmannsthals stehend. Untypisch für seine Generation bezieht sich Altmann auch selbst, trotz seiner interkulturellen Entwicklung und Thematik, gerne auf die österreichische Literatur. In seinem Essayband Suite poétologique hat er seine Art von Poetik dargestellt, die sich u. a. auf die Philosophien Friedrich Nietzsches und George Steiners beruft.

## Werke
- Die kalte Schulter des Labyrinths, Kurzgeschichten, Resistenz Verlag 2004, ISBN 3-85285-122-X und Brotlos Verlag 2017, ISBN 9783852851228.
- Der Zeichenfänger, Erzählung, Otto Müller Verlag 2006, ISBN 3-7013-1121-8 und Edition Art Science 2024, ISBN 978-3-903335-39-4.
- Der Zurückgekehrte, Roman, Edition Laurin 2012, ISBN 978-3-902866-03-5.
- Sommerneige, Erzählungen, Edition Laurin 2013, ISBN 978-3-902866-10-3.
- Dichterliebe, Gedichte, Edition Tandem 2015, ISBN 978-3-902932-35-8.
- Salzburger Orte der Weltliteratur, Essays, Edition Tandem 2016, ISBN 978-3-902932-47-1.
- Der zweite Blick, Roman, Edition Laurin 2017, ISBN 978-3-902866-54-7.
- Auszüge aus einem Kopfkissenbuch, Prosagedichte, Edition Tandem 2017, ISBN 978-3-902932-73-0.
- Das Andere, Roman, Edition Laurin 2020, ISBN 978-3-902866-86-8.
- Suite poétologique, Essays, Edition Art Science 2021, ISBN 978-3-903335-16-5.
- Die Nächte von Bangkok, Erzählungen, Edition Laurin 2023, ISBN 978-3-903539-31-0.[1]